# Tokina
Tokina ( 株式会社トキナー, Kaboesjiki kaisja Tokinā) is een Japanse fabrikant van optische apparatuur, met name bekend door hun lenzen voor spiegelreflexcamera's. Het in 1950 opgerichte bedrijf is gevestigd in Machida, in de prefectuur van Tokio. In 2011 is het bedrijf gefuseerd met branchegenoot Kenko, maar brengt nog steeds lenzen uit onder de merknaam Tokina.

## Huidig lenzenaanbod
Tokina maakt lenzen met vattingen voor Canon, Nikon, en Minolta/Sony. Het gaat hier vooral om de Canon EF vatting en de Nikon-F vatting. Tokina biedt ook lenzen met aansluiting voor de Minolta A bajonet, die op de Sony Alpha reeks te vinden is.
In 2016 worden de volgende objectieven aangeboden:
- AT-X 3,5-4,5/10-17 DX Fisheye
- AT-X 2,8/11-16 Pro DX II
- AT-X 4,0/12-28 Pro DX
- AT-X 2.8/16-28 Pro FX
- AT-X 4.0/17-35 Pro FX
- AT-X Macro 2,8/100 Pro D